# Just Jaeckin
Just Jaeckin (8. srpna 1940 Vichy – 6. září 2022 Saint-Briac-sur-Mer) byl francouzský filmový režisér, fotograf a sochař.

## Raný život
Jaeckin se narodil ve Vichy, v departementu Allier, francouzském státu během druhé světové války, ale odešel se svou matkou a otcem do Anglie. Po skončení války se vrátil do Francie, kde navázal na studium umění a fotografie, které začal před službou ve francouzské armádě, zatímco v armádě fotografoval na zakázku.

## Filmová kariéra
Jaeckin debutoval s filmem Emmanuelle v roce 1974, v hlavní roli nizozemská herečka Sylvia Kristel, francouzský softcore film, který zahájil sérii. V roce 1975 režíroval Histoire d'O (anglický název: Story of O), v hlavní roli Corinne Cléry. Film se setkal s mnohem menším ohlasem než kniha. Snímek byl ve Spojeném království Britskou radou filmových cenzorů zakázán až do února 2000.
Následovala verze Lady Chatterley's Lover (1981). V hlavních rolích Kristel, Shane Briant a Nicholas Clay. Film získal širokou publicitu díky své explicitní povaze, ale získal obecně špatné recenze a sklidil jen mírný komerční úspěch.
The Perils of Gwendoline in the Land of the Yik-Yak (původní název Gwendoline) byl vydán v roce 1984, v hlavní roli Tawny Kitaen. Film je volně založen na komiksech Johna Willieho s tematikou bondage ztvárněnou postavou Gwendoline. Jako grafický designér pro film pracoval François Schuiten.
Článek z roku 1986 v Los Angeles Times spojil Jaeckina a herečku Mary Louise Wellerovou s „připravovaným francouzským filmem“.
Jaeckin později z natáčení filmů odešel. Žil ve Francii se svou ženou Anne a nadále se věnoval fotografii a sochařství.

## Filmografie

### Jako režisér

#### Divadelní vydání
- Emmanuelle (1974)
- Histoire d'O (Příběh O, 1975)
- Madame Claude (1977)
- Le dernier amant romantique (anglický název The Last Romantic Lover, 1978)
- Collections privées (anglický název Private Collections, 1979)
- Girls (Dívky, 1980)
- Lady Chatterley's Lover (Milenec lady Chatterleyové, 1981)
- The Perils of Gwendoline in the Land of the Yik-Yak (Gwendoline,1984)

#### Televizní vydání
- Salut champion, epizoda Formule 1 (1981)
- Salut champion, epizoda Moto story (1981)

### Jako scenárista a spisovatel
- Le dernier amant romantique (anglický název The Last Romantic Lover, 1978)
- Girls (Dívky, 1980)
- Lady Chatterley's Lover (Milenec lady Chatterleyové, 1981)
- The Perils of Gwendoline in the Land of the Yik-Yak (1984)